# Tomateros de Culiacán
Uniformes
Tomateros de Culiacán est un club mexicain de baseball évoluant en Ligue mexicaine du Pacifique. Fondé en 1965, le club basé à Culiacán dispute ses matchs à domicile à l'Estadio General Angel Flores, enceinte de 16 000 places assises inaugurée en 1962.
Les Tomateros comptent neuf titres domestiques et deux succès en Série des Caraïbes, en 1996 et en 2002. Ils jouent la Série des Caraïbes en 2015 mais s'inclinent devant le club cubain Pinar del Río.

## Palmarès
- Champion de la Ligue mexicaine du Pacifique (13) : 1967, 1970, 1978, 1983, 1985, 1996, 1997, 2002, 2004, 2015, 2018, 2020, 2021.
- Série des Caraïbes (2) : 1996, 2002.

## Histoire

Ancien logo.

Le club est fondé en 1965.